# Whānau
Whānau è in lingua māori la parola per famiglia estesa.  Come altri significati, che sono però meno usati, ha quello di stirpe e dare alla luce (far nascere).
Il termine whānau si sta diffondendo gradualmente anche nell'Inglese neozelandese, in particolare in pubblicazioni ufficiali.
Oltre ad essere usata dalla minoranza Maori, in Nuova Zelanda la parola whānau è usata anche in certe occasioni dai pākehā, i neozelandesi non māori, per descrivere la famiglia.